# Bažantnice Radany

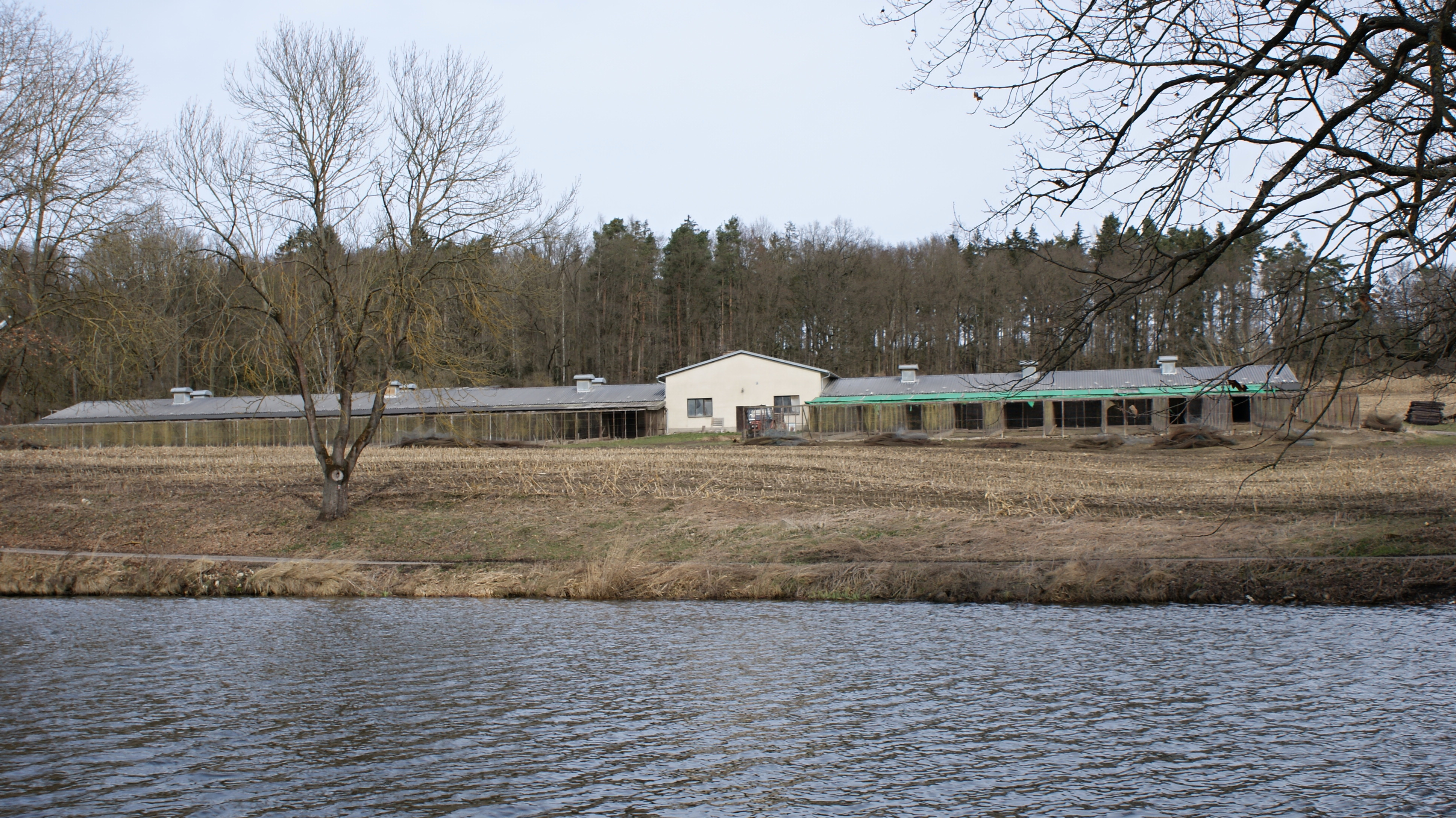
Pohled na hlavní budovu bažantnice s voliérami

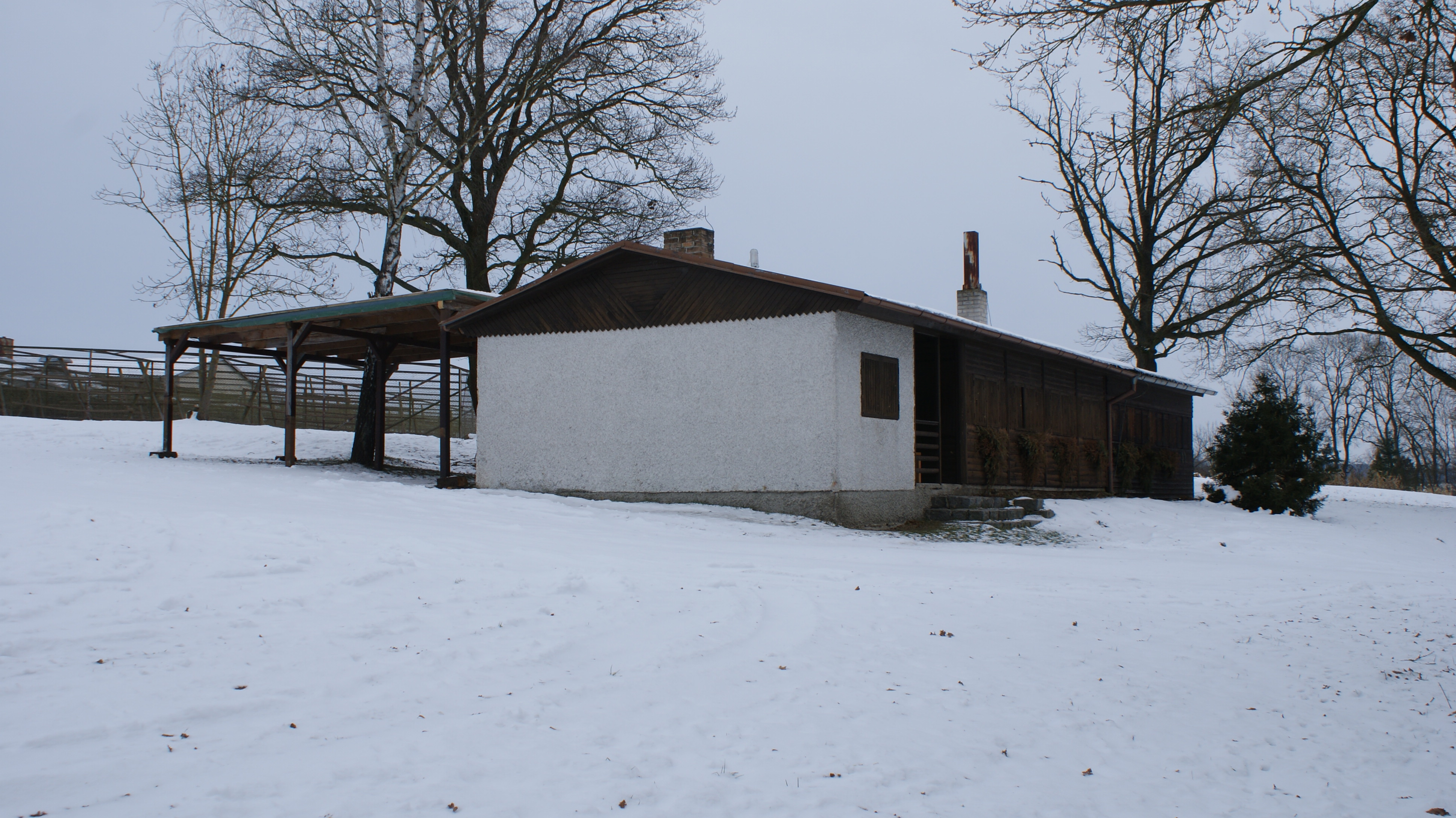
Myslivecká chata

Bažantnice Radany se nachází v Božejovicích či Božovicích asi 1,5 km jihozápadně od obce Skály při silnici vedoucí ze Skal do Humňan. Jedná se o zařízení určené k umělému chovu bažantů s vlastní honitbou o výměře 909 ha, které je v současnosti ve vlastnictví firmy LESOTRANS s. r. o.
Vlastní bažantnice se nachází pod lesem, v mírném svahu, který se sklání k jihu, k Tvrzskému rybníku, na jehož ostrohu stojí tvrz Božejovice. Areál zařízení tvoří domek s obydlím bažantníka, budova líhní, což je bývalá myslivna, a hospodářské objekty včetně voliér pro bažanty. Pod voliérami se u silnice, po níž vede cyklotrasa č. 1073 z Ražic do Vodňan, nachází myslivecká chata poskytující zázemí pro lovce a honce.

## Historie

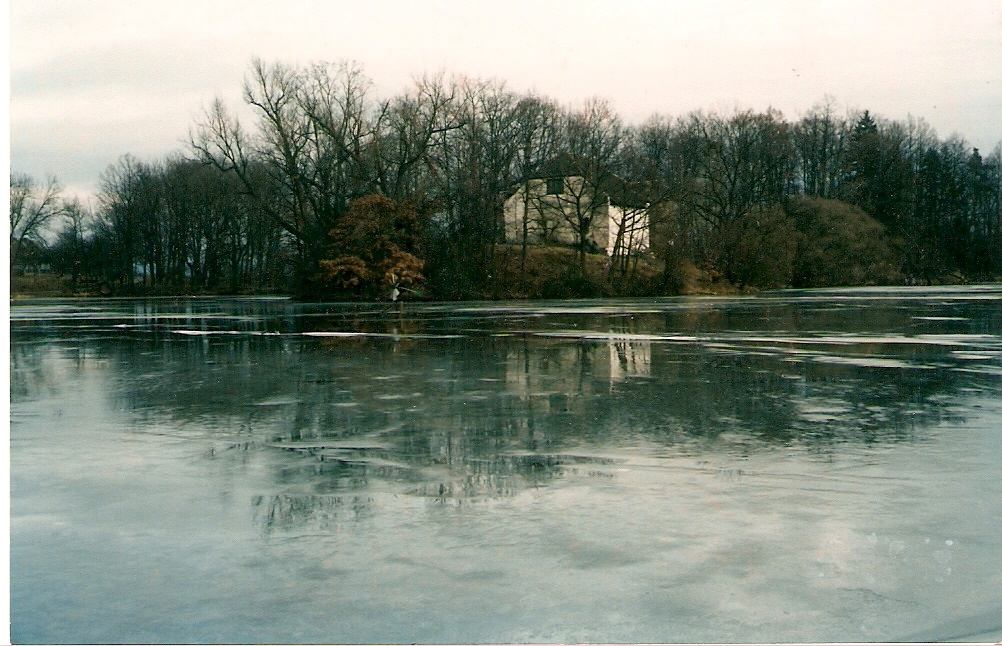
Tvrz Božejovice od západu. Zcela vlevo je bývalá myslivna, dnes budova líhní

Bažantnici založil v roce 1719, nedlouho po koupi panství Protivín, milovník myslivosti kníže Adam František ze Schwarzenbergu. Původně se nacházela v nedalekých Radanech, odtud i její název. Na přelomu 18. století byla část zařízení přemístěna blíže ke Skalám, do oblasti Zlatého vrchu.
Bažantnice má bohatou tradici. Podle myslivecké encyklopedie Jihočeské halali se tu konal údajně největší hon na světě. Panští nimrodi tu prý tehdy střelili asi 2000 bažantů, stovky zajíců, srnčí zvěře a dalších úlovků.

### Vlastníci
- Do roku 1940 a poté v letech 1945–1947 byli majiteli bažantnice Schwarzenbergové.
- V roce 1940 ji spolu s celým schwarzenberským majetkem zabavilo linecké gestapo.
- Vydáním zákona č. 143/1947 Sb., tzv.  Lex Schwarzenberg, přešel veškerý schwarzenberský majetek v Československu na zemi Českou.
- Po zrušení země České v roce 1948 se vlastníkem bažantnice staly Československé státní lesy, n. p., které ji obhospodařovaly až do roku 1992.
- Po zániku Československých státních lesů v roce 1992 přešla bažantnice do majetku Lesů Protivín, a. s., které v roce 2000 zanikly.
- V letech 2000–2003 bažantnici obhospodařovala nástupnická organizace Lesů Protivín, a. s., Lesy Tábor, a. s.
- Po zániku Lesů Tábor, a. s., v roce 2003 přebírá bažantnici v témže roce společnost Wotan Forest, která se roku 2011 stává součástí Agrofertu.
- V roce 2020 bažantnici zakoupila firma LESOTRANS s.r.o., která zajišťuje dopravu nákup a zpracování dřeva.
- Nově má bažantnice Radany webové stránky  www.radany.cz